# Maceira (Lalín)
Maceira (oficialmente San Martiño de Maceira) es una parroquia española del municipio de Lalín, perteneciente a la provincia de Pontevedra, en la comunidad autónoma de Galicia.

## Historia
Hacia mediados del siglo XIX, el lugar, ya por entonces perteneciente a Lalín, tenía contabilizada una población de 120 habitantes. Aparece descrito en el décimo volumen del Diccionario geográfico-estadístico-histórico de España y sus posesiones de Ultramar de Pascual Madoz con las siguientes palabras:

MACEIRA (San Martin): felig. en la prov. de Pontevedra (10 leg.), part. jud. y ayunt. de Lalin (3/4), dióc. de Lugo (10): sit. al E. de la cap. del part., con libre ventilacion y clima sano. Comprende la ald. de su nombre y la de Pardesoa que reunen 24 casas. La igl. parr. (San Martin), de la que es aneja la de San Pedro de Castro, está servida por un cura de entrada y patronato real y ecl. Confina el térm. N. Alperiz; E. Alemparte; S. Albarellos, y O. Goyás. El terreno participa de monte y llano, y le cruzan 2 arroyos que reuniéndose hácia el N. van á depositar sus aguas en el r. Arnego. prod.: trigo, maiz, centeno, patatas, legumbres, hortaliza, algunas frutas y muchos pastos; se cria ganado vacuno, lanar, cabrío y mular; hay caza de varias especies. pobl.: 24 vec., 120 alm. contr. con su ayunt. (V.)
(Madoz, 1847, p. 515)

En 2022, tenía empadronados 117 habitantes.